# 주역심전
주역심전(周易心箋) 또는 주역사전(周易四箋)은 정약용이 집필한 주역 해설서이다. 정약용은 생전에 주역사전(周易四箋)으로 표기한 책명을  최종적으로 주역심전(周易心箋)으로 정한바있다.

## 집필
주역사전(周易四箋)은  첫 번째 갑자본(甲子 本 8권)1804년, 두 번째 을축본(乙丑本 8권)1805년,세 번째 병인본(丙寅本 16권)1806년,정묘본(丁卯本 24권)1807년,무진 본(戊辰本 24권)1808년 완성되었다.

## 정약용의 역학사상
정약용 역학의 독창적인  철학적 근거와 사상은  주역사전에서 역학본질에 대한 체계적인 해석 그리고 역학서언(易學緖言)에서 구체적인 고대부터 중국역학을 주도한 대학자들을 대상으로 역학체계,문헌, 인물을 분석하고 정리한 관점에서 잘 나타난다고 할 수 있다.
특히 정약용은 주역사전과는 별개로 본인의 저서 역학서언(易學緖言)중 한강백현담고(韓康伯玄談考)에서 한강백(韓康伯) 및 공영달(孔穎達)의  역학이  현학적으로 주역 주해를 가한점에 대해 비판한 바있다. 한편  '한강백현담고'는 주역정의(周易正義)와관련해서 한강백의 계사주(繫辭注)와 공영달의 계사전(繫辭傳)에대한 분석이다.
정약용은 시이자가계(示二子家誡)에서 주역사전(周易四箋)과 상례사전(喪禮四箋)을 스스로 자신의 최고의 역작으로 평한바있다.

## 같이 보기
- 실학